# (1215) Boyer
(1215) Boyer es un asteroide que forma parte del cinturón de asteroides y fue descubierto por Alfred Schmitt el 19 de enero de 1932 desde el observatorio de Argel-Bouzaréah, Argelia.

## Designación y nombre
Boyer fue designado al principio como 1932 BA.
Posteriormente, se nombró en honor del astrónomo francés Louis Boyer, prolífico descubridor de asteroides.

## Características orbitales
Boyer orbita a una distancia media del Sol de 2,58 ua, pudiendo alejarse hasta 2,92 ua. Su excentricidad es 0,1317 y la inclinación orbital 15,92°. Emplea en completar una órbita alrededor del Sol 1514 días.